# Peloropeodes matilei
Peloropeodes matilei är en tvåvingeart som beskrevs av Grichanov 2000. Peloropeodes matilei ingår i släktet Peloropeodes och familjen styltflugor. Inga underarter finns listade i Catalogue of Life.